# جزيرة السيدة إليوت
جزيرة السيدة إليوت

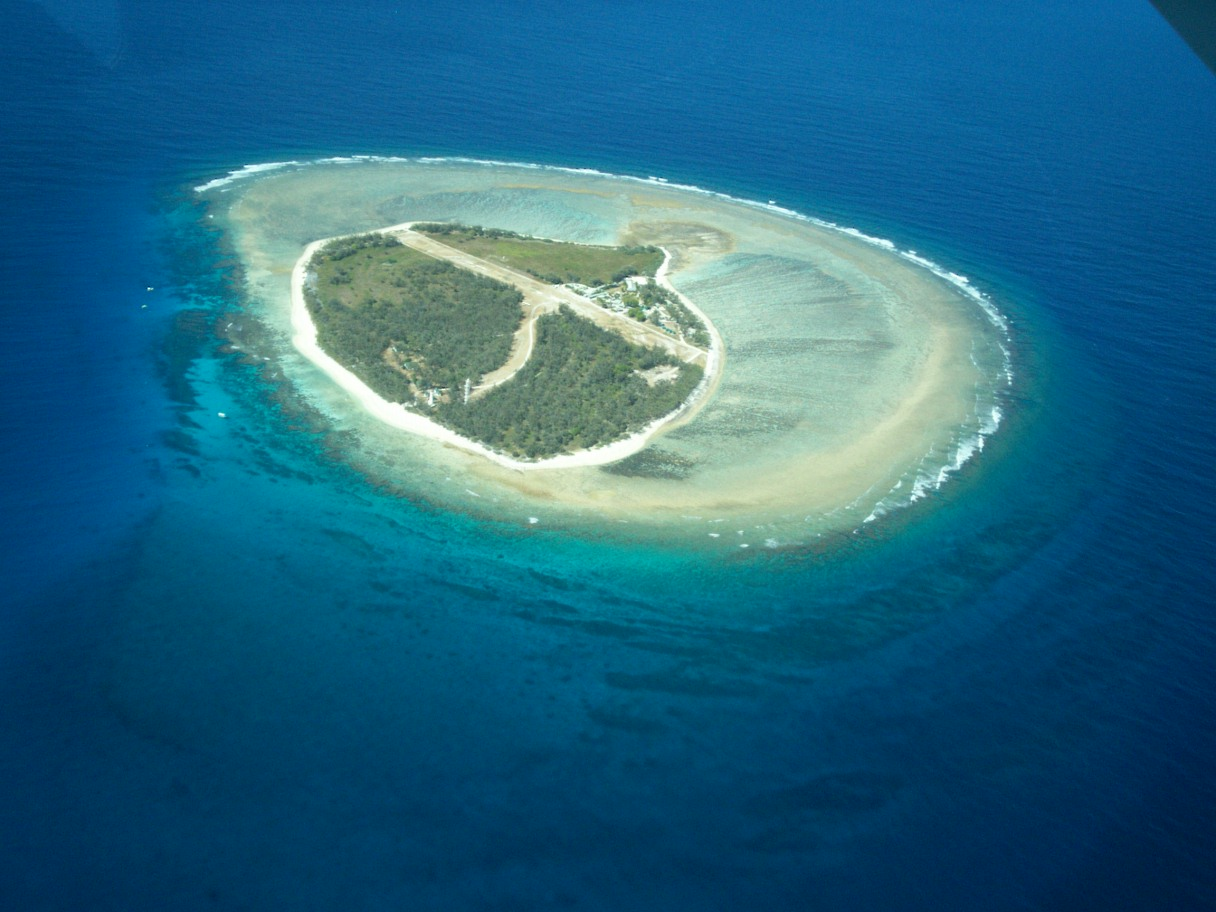
جزيرة السيدة إليوت كما تظهر من الجو

جزيرة السيدة إليوت بالأنجليزية (Lady Elliot Island): جزيرة تقع أقصى جنوب جزر بحر كورال في الحاجز المرجاني العظيم في أستراليا, مساحتها 0.45 كم2, الجزيرة تقع على بعد 46 ميلاً بحرياً من بوندابيرج Bundaberg وتبلغ مساحتها تقريباً 45 هكتار, وهي جزء من مجموعة من الجزر مملوكة للكومنولث الأسترالي, ظهرت على السطح عام 1500 ق.م, في عام 1816 تم اكتشاف الجزيرة رسمياً وتسميتهامن قبل الكابتن توماس ستيوارت Thomas Stuart بالسيدة إليوت وهي اسم السفينة التي كان يبحر بها وإليوت هي اسم لزوجة السيد هيو إليوت Hugh Elliot حاكم المستعمرة في الهند.
مترجم من Lady Elliot Island